# Goliatsporrgök
Goliatsporrgök (Centropus goliath) är en fågel i familjen gökar inom ordningen gökfåglar.

## Utseende och läte
Goliatsporrgöken är med kroppslängden 62–70 cm en mycket stor gök. Adulta fågeln är svart med blåaktiga vingar och stjärt samt vita fläckar på större vingtäckarna. På Halmahera finns också en vitaktig form med beigefärgat huvud. Ögat är mörbrunt och benen svarta. Lätet är okänt.

## Utbredning och systematik
Fågeln förekommer i norra Moluckerna (Morotai, Halmahera, Tidore, Bacan och Ob). Den behandlas som monotypisk, det vill säga att den inte delas in i några underarter. Genetiska studier visar att den är systerart till madagaskarsporrgöken.

## Levnadssätt
Goliatsporrgöken hittas i skogsområden, på Halmahera även större buskmarker intill jordbruksområden. På Bacan hittas den i ursprunglig och av människan påverkad skog. Arten ses födosöka i nedre delen av trädkronorna upp till tolv meters höjd, men också i undervegetationen.

## Status och hot
Arten har ett stort utbredningsområde, men tros minska i antal, dock inte tillräckligt kraftigt för att den ska betraktas som hotad. Internationella naturvårdsunionen IUCN listar arten som livskraftig (LC).